# Elecciones estatales de Tabasco de 1997
Las elecciones estatales de Tabasco de 1997 se llevó a cabo el domingo 9 de noviembre de 1997, y en ellas se renovarán los cargos de elección popular en el estado mexicano de Tabasco:
- 17 diputados del Congreso del Estado. Electo por mayoría de cada uno de los Distritos Electorales y 10 de Representación Proporcional.
- 17 ayuntamientos. Formados por un presidente municipal, un síndico y un grupo de regidores, electos para un período de tres años no reelegibles de manera consecutiva.

## Resultados Electorales

### Ayuntamientos

#### Concentrado estatal
|  | 3.4 % |

|  | 51.2 % |

|  | 41.2 % |

|  | 0.2 % |

|  | 1.3 % |

|  | 0.6 % |

|  | 0.1 % |

|  | 0.1 % |

|  | 0.0 % |

|  | 2.0 % |

|  | 100.0 % |

Fuente: Instituto Electoral y de Participación Ciudadana de Tabasco

#### Balancán
|  | 27.8 % |

|  | 45.4 % |

|  | 23.5 % |

|  | 0.1 % |

|  | 0.10 % |

|  | 0.6 % |

|  | 0.1 % |

|  | 0.1 % |

|  | 0.0 % |

|  | 2.3 % |

|  | 100.0 % |

Fuente: Instituto Electoral y de Participación Ciudadana de Tabasco

#### Cárdenas
|  | 2.9 % |

|  | 49.9 % |

|  | 44.3 % |

|  | 0.2 % |

|  | 0.6 % |

|  | 0.5 % |

|  | 0.1 % |

|  | 0.0 % |

|  | 0.00 % |

|  | 1.4 % |

|  | 100.0 % |

Fuente: Instituto Electoral y de Participación Ciudadana de Tabasco

#### Centla
|  | 1.5 % |

|  | 48.5 % |

|  | 37.3 % |

|  | 0.3 % |

|  | 9.7 % |

|  | 0.4 % |

|  | 0.0 % |

|  | 0.0 % |

|  | 0.0 % |

|  | 2.3 % |

|  | 100.0 % |

Fuente: Instituto Electoral y de Participación Ciudadana de Tabasco

#### Centro (Villahermosa)
|  | 3.1 % |

|  | 49.8 % |

|  | 42.4 % |

|  | 0.3 % |

|  | 0.9 % |

|  | 1.3 % |

|  | 0.2 % |

|  | 0.1 % |

|  | 0.0 % |

|  | 1.9 % |

|  | 100.0 % |

Fuente: Instituto Electoral y de Participación Ciudadana de Tabasco

#### Comalcalco
|  | 0.8 % |

|  | 52.2 % |

|  | 44.0 % |

|  | 0.1 % |

|  | 0.3 % |

|  | 0.6 % |

|  | 0.1 % |

|  | 0.1 % |

|  | 0.0 % |

|  | 1.8 % |

|  | 100.0 % |

Fuente: Instituto Electoral y de Participación Ciudadana de Tabasco

#### Cunduacán
|  | 1.8 % |

|  | 49.9 % |

|  | 44.9 % |

|  | 0.2 % |

|  | 0.8 % |

|  | 0.3 % |

|  | 0.0 % |

|  | 0.1 % |

|  | 0.0 % |

|  | 2.0 % |

|  | 100.0 % |

Fuente: Instituto Electoral y de Participación Ciudadana de Tabasco

#### Emiliano Zapata
|  | 2.3 % |

|  | 52.1 % |

|  | 43.4 % |

|  | 0.1 % |

|  | 0.2 % |

|  | 0.4 % |

|  | 0.1 % |

|  | 0.1 % |

|  | 0.0 % |

|  | 1.5 % |

|  | 100.0 % |

Fuente: Instituto Electoral y de Participación Ciudadana de Tabasco

#### Huimanguillo
|  | 1.8 % |

|  | 50.7 % |

|  | 42.6 % |

|  | 0.4 % |

|  | 1.4 % |

|  | 0.3 % |

|  | 0.0 % |

|  | 0.1 % |

|  | 0.0 % |

|  | 2.6 % |

|  | 100.0 % |

Fuente: Instituto Electoral y de Participación Ciudadana de Tabasco

#### Jalapa
|  | 2.7 % |

|  | 51.1 % |

|  | 44.0 % |

|  | 0.2 % |

|  | 0.1 % |

|  | 0.2 % |

|  | 0.0 % |

|  | 0.0 % |

|  | 0.0 % |

|  | 1.6 % |

|  | 100.0 % |

Fuente: Instituto Electoral y de Participación Ciudadana de Tabasco

#### Jalpa de Méndez
|  | 2.7 % |

|  | 53.7 % |

|  | 40.3 % |

|  | 0.2 % |

|  | 0.4 % |

|  | 0.2 % |

|  | 0.2 % |

|  | 0.1 % |

|  | 0.0 % |

|  | 2.4 % |

|  | 100.0 % |

Fuente: Instituto Electoral y de Participación Ciudadana de Tabasco

#### Jonuta
|  | 14.3 % |

|  | 51.1 % |

|  | 32.5 % |

|  | 0.2 % |

|  | 0.1 % |

|  | 0.2 % |

|  | 0.0 % |

|  | 0.1 % |

|  | 0.0 % |

|  | 1.5 % |

|  | 100.0 % |

Fuente: Instituto Electoral y de Participación Ciudadana de Tabasco

#### Macuspana
|  | 2.4 % |

|  | 52.3 % |

|  | 41.8 % |

|  | 0.2 % |

|  | 0.3 % |

|  | 0.7 % |

|  | 0.2 % |

|  | 0.1 % |

|  | 0.0 % |

|  | 2.0 % |

|  | 100.0 % |

Fuente: Instituto Electoral y de Participación Ciudadana de Tabasco

#### Nacajuca
|  | 2.0 % |

|  | 51.0 % |

|  | 38.3 % |

|  | 0.2 % |

|  | 5.6 % |

|  | 0.4 % |

|  | 0.0 % |

|  | 0.1 % |

|  | 0.0 % |

|  | 2.5 % |

|  | 100.0 % |

Fuente: Instituto Electoral y de Participación Ciudadana de Tabasco

#### Paraíso
|  | 3.0 % |

|  | 49.3 % |

|  | 43.5 % |

|  | 0.1 % |

|  | 0.4 % |

|  | 0.2 % |

|  | 0.1 % |

|  | 0.1 % |

|  | 0.0 % |

|  | 3.1 % |

|  | 100.0 % |

Fuente: Instituto Electoral y de Participación Ciudadana de Tabasco

#### Tacotalpa
|  | 0.8 % |

|  | 53.7 % |

|  | 43.3 % |

|  | 0.1 % |

|  | 0.1 % |

|  | 0.4 % |

|  | 0.0 % |

|  | 0.1 % |

|  | 0.0 % |

|  | 1.5 % |

|  | 100.0 % |

Fuente: Instituto Electoral y de Participación Ciudadana de Tabasco

#### Teapa
|  | 5.3 % |

|  | 47.5 % |

|  | 43.4 % |

|  | 0.4 % |

|  | 0.2 % |

|  | 0.2 % |

|  | 0.0 % |

|  | 0.1 % |

|  | 0.0 % |

|  | 3.0 % |

|  | 100.0 % |

Fuente: Instituto Electoral y de Participación Ciudadana de Tabasco

#### Tenosique
|  | 1.6 % |

|  | 74.1 % |

|  | 18.9 % |

|  | 0.2 % |

|  | 1.5 % |

|  | 0.7 % |

|  | 0.1 % |

|  | 0.2 % |

|  | 0.0 % |

|  | 2.7 % |

|  | 100.0 % |

Fuente: Instituto Electoral y de Participación Ciudadana de Tabasco

### Diputados por el principio de mayoría relativa

#### Concentrado estatal
| DISTRITO              |        |         |         |       |       |       |     |     | CNR | VÁLIDOS | NULOS  | TOTAL   |
| I. BALANCÁN           | 5,679  | 8,956   | 4,746   | 41    | 28    | 132   | 25  | 26  | 1   | 19,634  | 491    | 20,125  |
| II. CÁRDENAS          | 1,864  | 31,303  | 28,280  | 139   | 451   | 397   | 51  | 38  | 1   | 62,524  | 848    | 63,372  |
| III. CENTLA           | 446    | 14,354  | 10,845  | 99    | 2,568 | 120   | 18  | 14  | 1   | 28,465  | 611    | 29,076  |
| IV. CENTRO NORTE      | 2,731  | 33,042  | 28,685  | 212   | 764   | 1,112 | 76  | 77  | 2   | 66,701  | 1,266  | 67,967  |
| V. CENTRO SUR         | 2,829  | 32,599  | 25,788  | 212   | 573   | 1,432 | 142 | 74  | 4   | 63,653  | 1,236  | 64,889  |
| VI. COMALCALCO        | 814    | 30,318  | 24,892  | 74    | 282   | 504   | 21  | 49  | 30  | 56,984  | 953    | 57,937  |
| VII. CUNDUACÁN        | 633    | 18,185  | 15,541  | 85    | 282   | 128   | 21  | 31  | 0   | 34,906  | 662    | 35,568  |
| VIII. EMILIANO ZAPATA | 451    | 5,918   | 4,663   | 10    | 10    | 49    | 5   | 7   | 2   | 11,113  | 182    | 11,295  |
| IX. HUIMANGUILLO      | 983    | 23,583  | 19,906  | 178   | 944   | 194   | 29  | 54  | 0   | 45,871  | 1,137  | 47,008  |
| X. JALAPA             | 377    | 7,232   | 5,163   | 27    | 56    | 32    | 18  | 6   | 0   | 12,911  | 296    | 13,207  |
| XI. JALPA DE MÉNDEZ   | 736    | 13,989  | 12,137  | 46    | 45    | 50    | 18  | 21  | 0   | 27,042  | 416    | 27,458  |
| XII. JONUTA           | 1,410  | 5,242   | 3,663   | 24    | 12    | 27    | 4   | 5   | 0   | 10,387  | 147    | 10,534  |
| XIII. MACUSPANA       | 1,264  | 21,935  | 18,753  | 116   | 156   | 434   | 79  | 42  | 0   | 42,779  | 1,087  | 43,866  |
| XIV. NACAJUCA         | 570    | 12,247  | 9,653   | 62    | 1,448 | 118   | 12  | 21  | 0   | 24,131  | 672    | 24,803  |
| XV. PARAÍSO           | 237    | 15,493  | 12,746  | 38    | 34    | 145   | 15  | 18  | 11  | 28,737  | 379    | 29,116  |
| XVI. TACOTALPA        | 419    | 7,361   | 5,686   | 30    | 59    | 42    | 7   | 13  | 0   | 13,617  | 382    | 13,999  |
| XVII. TEAPA           | 1,714  | 7,658   | 6,339   | 56    | 37    | 77    | 11  | 18  | 0   | 15,910  | 494    | 16,404  |
| XVIII. TENOSIQUE      | 370    | 11,997  | 2,870   | 30    | 252   | 144   | 19  | 22  | 1   | 15,705  | 444    | 16,149  |
| TOTALES               | 23,527 | 301,412 | 240,356 | 1,479 | 8,001 | 5,137 | 571 | 536 | 53  | 581,070 | 11,703 | 592,773 |

Fuente: Instituto Electoral y de Participación Ciudadana de Tabasco